# Coenotephria misera
Coenotephria misera är en fjärilsart som beskrevs av Butler 1882. Coenotephria misera ingår i släktet Coenotephria och familjen mätare. Inga underarter finns listade i Catalogue of Life.